# Чудовищная декада
«Чудовищная декада» (фр. La Décade prodigieuse, англ. Ten Days' Wonder) — психологический триллер французского режиссёра Клода Шаброля, вышедший на экраны в 1971 году.
В основу сюжет картины положен роман 1948 года «Десятидневное чудо» Эллери Куинна (псевдоним дуэта американских детективных авторов Даниэля Натана и Эмануэля Леповски). Имя главного героя книги Эллери Куинна в фильме изменено на Поль Режис.
В фильме снимались две звезды американского кино — Энтони Перкинс (это его вторая работа с Шабролем) и знаменитый режиссёр и актёр Орсон Уэллс.

## Сюжет
День первый. Шарль ван Хорн (Энтони Перкинс) просыпается после кошмарного сна, руки его в крови. Шарль встаёт, его сильно качает из стороны в сторону, он не сразу понимает, что находится в одном из парижских отелей. Шарль звонит своему старому знакомому и бывшему преподавателю Полю Режису (Мишель Пикколи). Он просит у Поля денег для оплаты гостиницы, совершенно забыв о том, что сделал это несколько дней назад. Шарль рассказывает Полю, что не помнит, что с ним происходило в последние дни, и такое случается с ним уже в четвёртый раз. Поль привозит Шарля к себе домой и рекомендует позвонить отцу, Тео ван Хорну. Шарль просит Поля поехать к отцу вместе с ним, и последить за ним, боясь, что он кого-нибудь убьёт.
День второй. Поль едет на поезде в Эльзас, где живёт семья ван Хорнов. На вокзале его встречает молодая красавица Элен (Марлен Жобер), жена Тео ван Хорна. Элен одета по моде 1920-х годов и приехала на автомобиле того же времени. Когда Элен и Поль идут к дому, навстречу Полю выбегает Шарль и сердечно приветствует его. Семья ван Хорнов живёт в 18-комнатном особняке с роскошной обстановкой, дом обслуживают семь слуг. Шарль показывает Полю свою просторную скульптурную мастерскую. Поль видит огромную статую Зевса, которую Шарль явно лепил с отца.
В гостиной Шарль знакомится с Тео ван Хорном (Орсон Уэллс). Тео рассказывает, что все в этом доме, как и многое в этом округе, принадлежит ему, а Шарль совсем не интересуется его делами. Тео рассказывает, что в 1925 году жил в США, и проживание там произвело столь сильное впечатление на него, что он может точно назвать время и место, в котором хочет жить — это осень 1925 года. Именно поэтому Тео ездит на автомобиле той эпохи и одевает соответствующим образом свою жену. Входит старший сын Тео Людовик (Гвидо Альберти), прямой и язвительный старший брат Шарля, который помогает Тео вести дела. Они обсуждают проект создания художественного музея, который финансирует Тео. Тео говорит, что закажет Шарлю для музея скульптурную группу древних богов.
Элен рассказывает Полю, что её отец работал здесь садовником и сильно пил, когда родители умерли, приехал Тео и взял её в свой дом. Она выросла вместе с Шарлем, а Тео всегда был для него как бог.
Ночью Шарль открывает сейф и забирает из него деньги, и, чтобы имитировать ограбление, разбивает окно.
День третий. Шарль, Элен и Поль едут на пикник к озеру. Элен говорит, что они с Полем давно любят друг друга. Также они сообщают, что Шарль — не родной сын Тео, младенцем Шарля подбросили в сад Тео, который его взял в свою семью и воспитал как сына. И Элен, и Шарль очень благодарны Тео, и потому очень страдают от чувства вины из-за того, что обманывают его.
Далее Шарль рассказывает Полю, что в своё время писал Элен любовные письма, которые она прятала в своей шкатулке с драгоценностями. Однажды во время приёма в доме Тео шкатулка пропала, драгоценности затем нашли, а саму шкатулку и письма — нет. Несколько недель спустя начались звонки, кто-то стал их шантажировать письмами, вымогая большую сумму денег. Завтра в номере городского отеля Элен должна оставить деньги и забрать письма. Поль против того, чтобы давать шантажисту деньги, но вопреки желанию соглашается сопровождать Элен в гостиницу.
Вечером Тео рассказывает Полю, что из сейфа похищены деньги, при этом окно разбито изнутри, а сейф открыт без взлома. Поскольку помимо него самого код знают только Элен, Шарль и Людовик, Тео подозревает в краже Шарля. Позднее Поль говорит Шарлю, что Тео знает, что деньги взял он.
Ночью в саду Поль видит какую-то безумную старуху.
День четвёртый. Элен идёт в гостиницу отдавать деньги, Поль ждёт её в вестибюле. Элен входит в номер, там никого нет, она достаёт пистолет. Звонит телефон, звонящий требует оставить деньги в ящике стола и немедленно бежать в другую гостиницу, где в номере в течение десяти минут будут лежать письма. Элен оставляет деньги и убегает. Увидев её в вестибюле, Поль поднимается к номеру, где оставлены деньги, и тайно наблюдает за дверью. Элен забирает письма и возвращается к Полю. Они заходят в номер, но денег там уже нет. В лесу они сжигают письма.
День пятый. Тео приглашает всех на разговор. Он сообщает, что после долгих поисков смог наконец найти информацию о родителях Шарля. Они были крестьянами, носили фамилию Жове и жили в 30 километрах отсюда. Врач, который принимал роды, в тот же день погиб во время грозы. Десять лет спустя в дом родителей попала молния, дом сгорел, а они погибли.
Тео вновь спрашивает у Поля, знает ли он, почему Шарль украл деньги из сейфа, но Поль просит его перенести этот разговор. На вопрос о старухе, которую Поль видел ночью, Тео показывает ему свою сумасшедшую мать-алкоголичку, которые выкрикивает проклятия в адрес Поля.
День шестой. Ночью Шарль уезжает из дома на автомобиле. Поль преследует его на другой машине, в которой оказывается и Тео. Они видят, что Поль приезжает на кладбище, находит могилу родителей, вырывает из неё крест и разбивает его. В тот же день Поль видит, что Шарль подписал эскиз скульптурной группы фамилией Жове.
День седьмой. Элен вызывает Поля и сообщает ему, что шантажист снова звонил. Он сказал, что у него остались ксерокопии писем, и потребовал ещё такую же сумму денег. От предложения Поля заявить в полицию или нанять частного детектива Элен отказывается, сознаться мужу она тоже не может. Денег у неё нет, а все её драгоценности принадлежат мужу. Единственный выход — это заложить бриллиантовое ожерелье, но так как Элен в городе все знают, Поль вызывается сделать это для неё. Он закладывает ожерелье и кладёт деньги в лесу, в место, которое указал шантажист.
За ужином Тео объявляет, что фонд музея организует приём и просит Элен надеть бриллиантовое ожерелье.
День восьмой. Элен, Шарль и Поль в мастерской обсуждают ситуацию с ожерельем. Поль говорит, что надо рассказать Тео всю правду, однако Шарль и Элен принимают решение имитировать ещё одну кражу. Поль опять разбивает окно, а Элен звонит Тео и сообщает, что ожерелье пропало.
Дело передаётся полиции. После приёма комиссар собирает всех членов семьи в комнате, показывает ожерелье и ростовщика, который его купил. Ростовщик указывает, что ожерелье в ломбард сдал Поль. Однако ни Тео, ни Людовик не верят, что Поль украл ожерелье, так как сдавать его в местный ломбард было бы чересчур глупо с его стороны. Во время напряжённой паузы Поль смотрит на Элен, затем на Шарля, те молчат. Тогда Поль говорит, что все объяснит Шарль, который дал ему ожерелье. Тео говорит комиссару, что инцидент исчерпан.
Поль уезжает. В поезде он слушает, как девочка рассказывает монашке, как она хорошо знает катехизис и перечисляет десять заповедей. На этих словах девочки что-то приходит Полю в голову, он выходит на ближайшей станции и звонит Тео. Он просит Тео запереться в комнате, закрыть шторы и никому не открывать дверь до его приезда.
Приезжает Поль, он говорит Тео, что только сейчас понял, что все происходившие в последние дни события — это часть общего плана убийства Тео. Поль говорит, что убийца любит его, и этот убийца — Шарль. Поль и Тео входят в комнату Элен, и видят, что она лежит в своей кровати с перерезанным горлом. Они идут в комнату Шарля и находят его в невменяемом состоянии со следами крови и волосами Элен на руках.
День девятый. Поль рассказывает Тео свою версию событий. Шарль обожествлял Тео, во время учёбы он был правоверным католиком и единственным из студентов, который посещал все мессы, но потом влюбился в Элен. Неспособность перебороть чувство вины из-за этого греха сломало психику Шарля и лишило его рассудка, и он стал разрушать одну заповедь за другой. В субботнюю ночь он осквернил могилу родителей Жове (их фамилия звучит также, как имя Бога — Яхве). Тем временем Шарль идёт в мастерскую и разбивает статую Зевса-отца со словами «Бог, как я тебя ненавижу». Поль и Тео врываются в мастерскую, Шарль побегает к окну, выбрасывается, падает на острую металлическую ограду и погибает.
День десятый. Поль вновь приходит к Тео и говорит, что был слеп и совершил ошибку. Теперь он понимает, что Шарль не мог выстроить такой изощрённый план убийства, это полностью противоречит его характеру. Кто-то другой подталкивал его и управлял его действиями. Шарль согрешил лишь однажды, все остальное придумал и организовал Тео. Узнав о любви Шарля и Элен, Тео изгнал их из своего Эдема. Вчера он накачал Шарля наркотиками, измазал его руки кровью Элен и прилепил к ним её волосы. На самом деле это сам Тео убил Элен. Поль говорит, что найдёт способ наказать Тео за его преступления. Тео предлагает ему деньги, но Поль отказывается и уходит. Когда Поль идёт по двору, в доме раздаётся выстрел.

## В главных ролях
Энтони Перкинс — Шарль ван Хорн
Мишель Пикколи — Поль Режис
Орсон Уэллс — Тео ван Хорн
Марлен Жобер — Элен ван Хорн
Гвидо Альберти — Людовик ван Хорн